# Дусіос

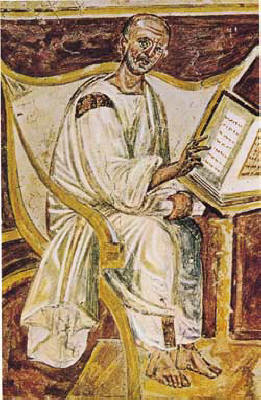
Св. Августин на портреті VI ст

У мові галлів, Дусіос  був божественною істотою  серед континентальних кельтів , який був ідентифікований з богом Паном з давньогрецької релігії і з богами Фавном, Інуєм, Сільаном та Інкубом з давньої римської релігії. Як і ці божества, його  можна розглядати як множину за своєю природою  і називати у множині ( dusioi ), найчастіше на латині як дусій. Хоча кельтські Дусіо не описані в пізньоантичних джерелах незалежно від грецьких і римських божеств, спільна функціональність інших полягала в їх здатності запліднювати тварин і жінок, часто несподівано або силою. Дусії продовжують відігравати роль у магічно-релігійних системах вірування Галлії та Франції як тип інкубів у ранньосередньовічному язичництві та християнстві.

## У Августина та Ісидора
Згадки про дусій з'являються в працях отців Церкви, де вони трактуються як демони. Ранні християнські письменники все ще вважали традиційні релігії давнини потужними конкуруючими системами вірувань. Замість того, щоб заперечувати існування богів-суперників, вони часто намагалися продемонструвати свою неповноцінну природу через теологічні аргументи, висміювання чи демонізацію. Святий Августин згадує дусій в уривку, який критикує віру в те, що на початку історії людства ангели могли мати тілесні зносини зі смертними жінками, породжуючи расу велетнів або героїв. Августин переосмислює традиційні вірування в християнських рамках, і в цьому уривку не робить чіткої різниці між сутністю ангелів і демонів:
Часто можна чути розмови, надійність яких не підлягає сумніву, оскільки це підтверджується рядом людей, які знають зі свого власного чи чужого досвіду, що Сільвані та Панс, яких зазвичай називають інкубами, часто здавалися жінкам нечестивими чоловіками., намагаючись переспати з ними  та досягти успіху. Ті самі демони, яких галли називають Дусі, безжально віддані цьому оскверненню, намагаючись і досягаючи стільки речей такого роду, що заперечувати це здавалося б нахабним. Виходячи з цього, я не наважусь ризикувати остаточно стверджуючи про те, чи можуть бути якісь духи, повітряні за своєю суттю (бо ця речовина, коли вона приводиться в рух віялом, сприймається як відчуття всередині тіла і як дотик), які набувають фізичної форми і навіть відчувають це сексуальне бажання, щоб будь-якими можливими засобами вони могли змішуватися з жінками чуттєво. Але те, що святі ангели Божі в жодному разі не впали подібним чином у ту епоху — я б повірив.
Ісидор Севільський відлуння Августина, але розширює ототожнення з іншими божественними постатями:
«Волохаті» (пілозі)  називаються грецькою Панами, латинською Інкубами або Інуї від їх вступу ( ineundo ) з тваринами всюди. Отже  Інкуби також так називаються , тому що на них лежить відповідальність за неправомірний секс . Бо часто нечестивці приходять  до жінок, і їм вдається переспати з ними. Галли називають цих демонів Дусі, бо вони невпинно спокушають 
Ісидор ніби намагається вивести Дусій від прислівника adsidue, «наполегливо, старанно, постійно». Це слово може бути пов'язане зі скандинавським Tusse, « фея ». Більш ймоірно, щоце пов'язано з семантичним полем індоєвропейських слів, деякі з яких означають «фантом, дух», як, наприклад, литовське dvãse, «дух, привид»  і dùsas, «дух»; та інші означають «лють» ( Old Irish dás-, «бути в люті»), особливо, в божественному сенсі, як грецькі thuia, « вакханки » і Латинської furiae (в Фурії ). Також можливо, але менш імовірно, що це слово є номіналізацією галльського префікса dus-, «поганий» (пор. грецький дис- ). Вітлі Стокс пов'язував дусій зі слов'янськими dusi («духи»), dusa («душа»), dusmus («диявол»). Бретонське слово duz, різновид феї, гобліна або відмінчика, походить багатьма вченими від dusios. Дуз іноді пропонується як походження від двійки як назва « диявол » у виразі «What the Deuce!»-("Що двійка!") 

## Сільськогосподарські асоціації

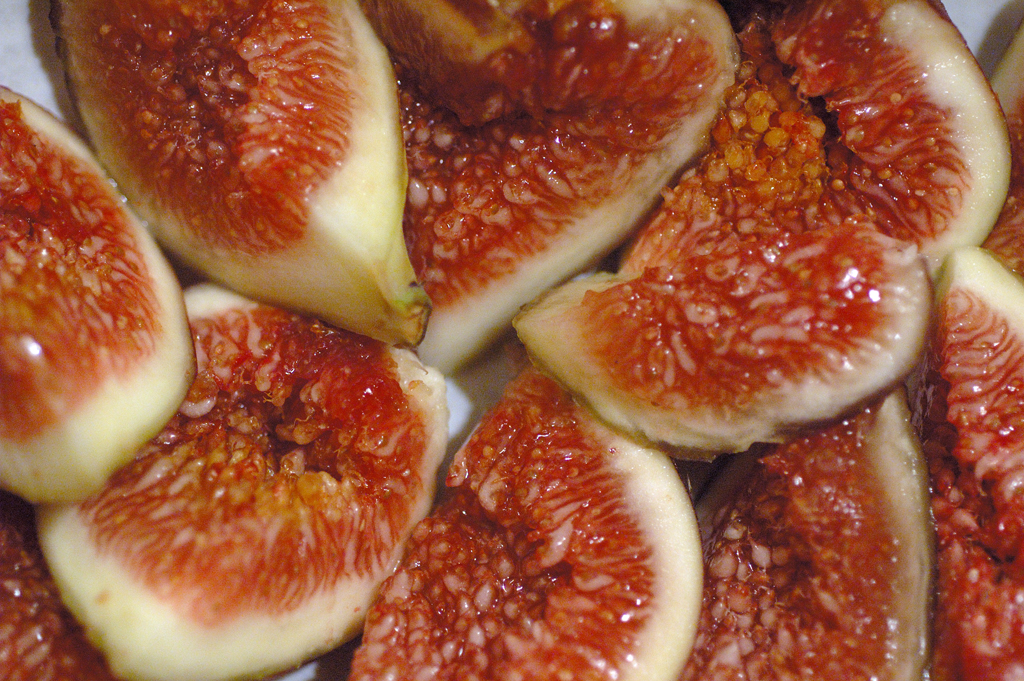
Інжир, внутрішній вигляд

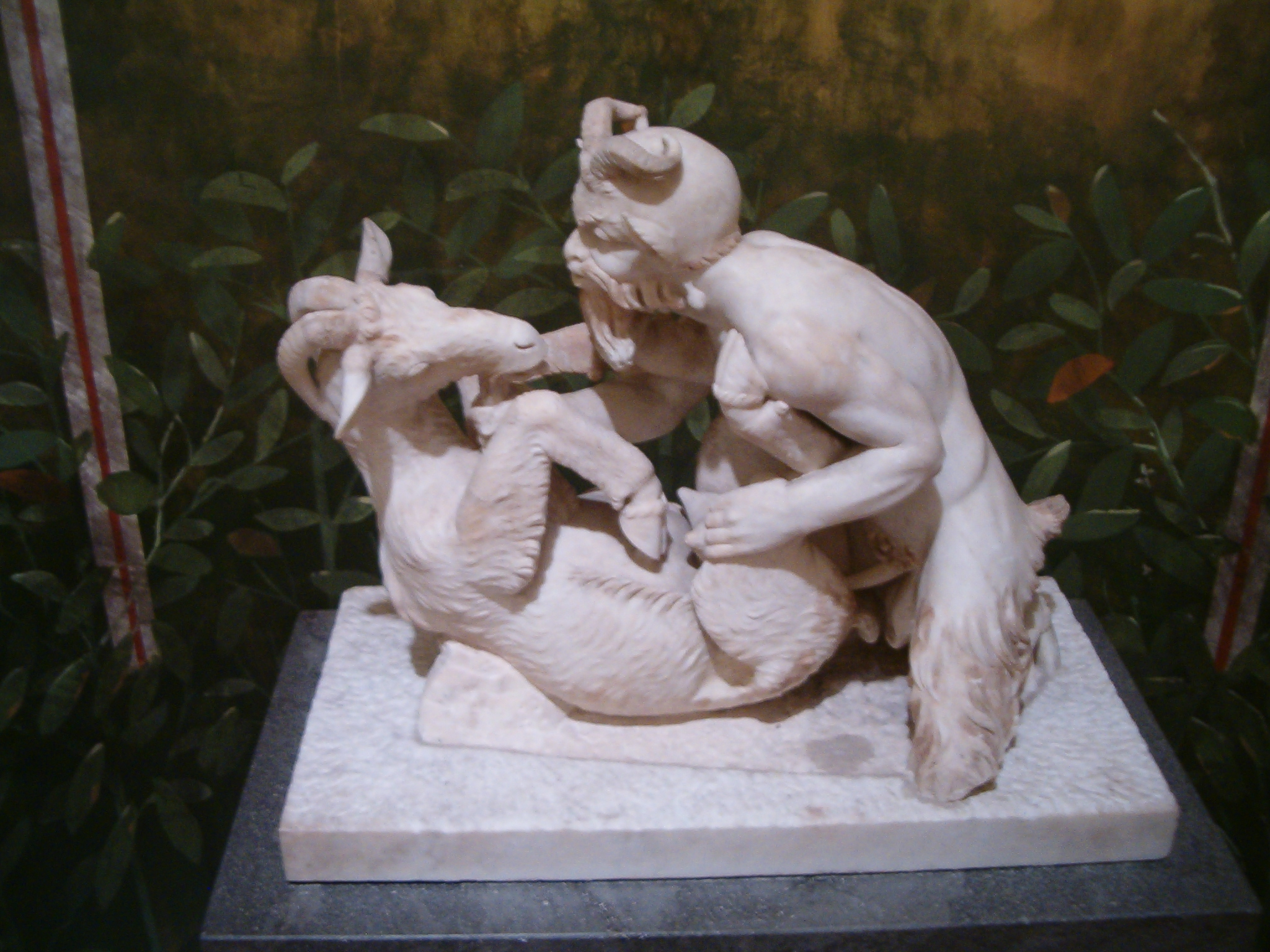
Дусіо ототожнювали з Паном (на фото), Фавном, Сільваном та Інуєм як богом, що нестримно запліднював.

Лексикограф Папій, який писав у 1040-х роках, каже, що дусії — це ті, кого римляни називали Fauni ficarii. Прикметник ficarius походить від ficus, « фіг », і застосовується до Фавна досить часто, щоб припустити божественний епітет. «Фіггі» може означати  плодородну силу бога  або може бути непристойним посиланням на добре відомі звички фавнів  (див. також Inuus ), оскільки «фіг» був грецьким сленгом для «анус». » і латинським сленгом для «хворого анус»  а пізніше «вагіна». Ритуал родючості за участю гілочок і соку чоловічого фігового дерева був проведений римськими матронами для Юнони Капротіни, пізніше ототожненої з Юноною Соспітою в козячій шкурі.
Пліній зазначає, що дикий інжир (називаний caprificus, «коза-фіг, caprifig », оскільки він був їжею для кіз) нащадків «мух» або інжирових ос, які називаються ficarii ( ficarios culices caprificus generat ). Прикметник ficarius характеризує «фігово-фавни» та їхніх побратимів дусій через їх роїння, послідовні акти запліднення.
У VIII століття життя Св. Ріхарія , dusii hemaones або dusii manes  також зустрічаються в садівництві. Ріхарій,що народився бл. 560 р. в Ам'єні, Пікардія, був звернений у християнство валлійськими місіонерами. Його віта записує віру серед своїх побратимів Пікаридів в північній Галлії, що Дусі, називається маонами в деяких відстпах, крадуть культури і ушкоджують сади. Ці небезпечні для сільського господарства істоти з'являються в інших середньовічних авторів, як Mavones, maones, manes  і « Magonians » останні є повітряними істотами-рейдерами з міфічної землі, розташованої в хмарах.
Менш ніж очевидно, що дусії могли бути збереженою формою римських Ман, пекельних богів, які були тінями мертвих, або їх могли вважати повітряними піратами. Ісидор підказує, коли каже, що мани — це боги мертвих, але їхня сила розташована між місяцем і землею, тією самою хмарною областю, через яку подорожували магонійці. Це повітряно-десантне існування нагадує характеристику Августином Дусій, як «повітряних за своєю суттю» і вказує на «історії» Артура, що стосуються демонів-інкубів, «істот, які змішують ангельське та демонічне, населяючи невизначений простір між сонцем і місяцем». Середньовічні романтичні розповіді припускають, що жінки фантазують про ці сексуальні контакти, хоча чоловіки-автори, ймовірно, представляють ці відвідування як страшні, жорстокі та диявольські.

## Збережена традиція
Дусії є одними з надприродних впливів і магічних практик, які загрожують шлюбам, як зазначає Хінкмар у своєму трактаті De divortio Lotharii ("Про розлучення Лотара " в 9-му столітті): "Виявлено, що деякі жінки навіть спали з Дусією у вигляді чоловіка, що горіли любов’ю». У цьому ж уривку Хінкмар попереджає про чарівниць (sorciariae), відьом (strigae), жінок-вампірів (lamiae) і магію у формі «предметів, зачарованих заклинаннями, складених із кісток мертвих, попелу та мертвого вугілля, волосся узяті з голови і лобка чоловіків і жінок, різнокольорові нитки, різні трави, панцир равликів і шматочки змій».

Прусський герб 19-го століття із зображенням лісових « диких людей »

Форма Dusiolus, зменшувальнае, з’являється у проповіді з істотами aquatiquus (від aqua, «вода») і Генікус, можливо, форма римського генія або галльського генія Кукулатуса, чия форма в капюшона передбачала або представляла фалос. За словами « сельських людей» (rustici homines ), ці відьми ( striae ) загрожують немовлятам і худобі.
Гервасій Тільберійского (близько 1150-1228) розповідає про дусій в розділі про Ламію та « нічні личинки ».Незважаючи на те ,що він спирається безпосередньо на Августина, називаючи дусій інкубами  і порівнюючи їх із Сильванусами та Панами, він вважає їх сексуально загрозливими як для чоловіків, так і для жінок.
Дусії пізніше зливаються з концепцією дикої людини ; ще в 13 столітті Томас Кантіпратенсіс стверджував, що дусії все ще були активною частиною культової практики та віри. У своїй алегорії на бджіл  Томас заявляє, що «ми бачимо безліч робіт демона Дусія, і саме для них народ освячував вирощені гаї давнини. Люди у Пруссії досі вважають, що ліси освячені їм; вони не наважуються вирубати їх і ніколи не ступають у них, за винятком тих випадків, коли хочуть принести в них жертву своїм власним богам»  У 17 столітті Йоганн Преторій досить дико висловив припущення, що dusios має бути drusios, пов’язаним із богом Сільваном і лісами та словом «друїд». Ірландський фольклорист 19-го століття Томас Крофтон Крокер вважав, що дусії були формою лісових або домашніх духів, і розглядає їх у розділі про ельфів.